# زوران سريتينوفيتش
زوران سريتينوفيتش (بالصربية: Зоран Сретеновић) مواليد 5 أغسطس 1964 في بلغراد، جمهورية صربيا الاشتراكية، هو مدرب كرة سلة صربي ولاعب سابق. بدأ مسيرته الاحترافية في سنة 1985. حقق المركز الأول في بطولة أمم أوروبا لكرة السلة 1991. اعتزل اللعب في 2001.

## المسيرة الاحترافية
لعب مع نادي ريد ستار لكرة السلة في موسم 1985–1986، ثم لعب مع نادي سبليت لكرة السلة من سنة 1986 إلى 1991، ثم لعب مع بروس باسكتس في الدوري الألماني في موسم 1991–1992، ثم لعب مع نادي بارتيزان لكرة السلة في موسم 1993–1994.

## سجل المنافسة
شارك في المنافسات التالية:
- بطولة أمم أوروبا لكرة السلة 1991
- بطولة أمم أوروبا لكرة السلة 1995

## الميداليات
| الميدالية | المسابقة                         |
| --------- | -------------------------------- |
| ذهبية     | بطولة أمم أوروبا لكرة السلة 1991 |
| ذهبية     | بطولة أمم أوروبا لكرة السلة 1995 |

## روابط خارجية
- زوران سريتينوفيتش على موقع الاتحاد الدولي لكرة السلة (الإنجليزية)
- زوران سريتينوفيتش على موقع كرة السلة الأوروبية.كوم (الإنجليزية)
- زوران سريتينوفيتش على موقع بروبوليرز (الإنجليزية)